# أدهم حنفي
أدهم محمد حنفي لاعب كرة قدم مصري من مواليد السعودية، يلعب في خط الوسط.
لعب سابقاً في نادي المنيا و نادي القيصومة السعودي.